# Olympische Sommerspiele 1896/Teilnehmer (Griechenland)
| Silbermedaillen | Bronzemedaillen | 3. |
| --------------- | --------------- | -- |
| 10              | 17              | 19 |

Das Königreich Griechenland nahm an den Olympischen Sommerspielen 1896 in Athen als Gastgeberland mit 169 Sportlern und damit mit den meisten Athleten teil. Die Griechen traten in neun Disziplinen an.

## Medaillengewinner

### Olympiasieger
| Name(n)                  | Sportart       | Wettkampf                |
| ------------------------ | -------------- | ------------------------ |
| Nikolaos Andriakopoulos  | Turnen         | Tauklettern              |
| Ioannis Georgiadis       | Fechten        | Säbel                    |
| Pantelis Karasevdas      | Schießen       | Militärgewehr 200 m      |
| Aristidis Konstantinidis | Radsport       | Straßenrennen            |
| Spiridon Louis           | Leichtathletik | Marathon                 |
| Ioannis Malokinis        | Schwimmen      | 100 m Matrosenschwimmen  |
| Ioannis Mitropoulos      | Turnen         | Ringe                    |
| Georgios Orfanidis       | Schießen       | Militärgewehr 300 m      |
| Ioannis Frangoudis       | Schießen       | Pistole                  |
| Leonidas Pyrgos          | Fechten        | Florett für Fechtmeister |

### Zweiter Platz
| Name | Sportart       | Wettkampf               |
| --- | -------------- | ----------------------- |
| Ioannis Andreou                                                                                              | Schwimmen      | 1200 m Freistil         |
| Spyridon Chazapis                                                                                            | Schwimmen      | 100 m Matrosenschwimmen |
| Miltiadis Gouskos                                                                                            | Leichtathletik | Kugelstoßen             |
| Tilemachos Karakalos                                                                                         | Fechten        | Säbel                   |
| Dionysios Kasdaglis                                                                                          | Tennis         | Einzel                  |
| Georgios Kolettis                                                                                            | Radsport       | 100 km                  |
| Stamatios Nikolopoulos                                                                                       | Radsport       | 333 m                   |
| Stamatios Nikolopoulos                                                                                       | Radsport       | 2000 m                  |
| Georgios Orfanidis                                                                                           | Schießen       | Pistole                 |
| Panagiotis Paraskevopoulos                                                                                   | Leichtathletik | Diskuswurf              |
| Pavlos Pavlidis                                                                                              | Schießen       | Militärgewehr 200 m     |
| Antonios Pepanos                                                                                             | Schwimmen      | 500 m Freistil          |
| Ioannis Frangoudis                                                                                           | Schießen       | Militärgewehr 300 m     |
| Georgios Tsitas                                                                                              | Ringen         | Griechisch-römisch      |
| Charilaos Vasilakos                                                                                          | Leichtathletik | Marathon                |
| Thomas Xenakis                                                                                               | Turnen         | Tauklettern             |
| Nikolaos Andriakopoulos Sotirios Athanasopoulos Petros Persakis Thomas Xenakis +29 weitere unbekannte Turner | Turnen         | Barren Mannschaft       |

### Dritte
| Name | Sportart       | Wettkampf               |
| --- | -------------- | ----------------------- |
| Efstathios Chorafas                                                                                       | Schwimmen      | 500 m Freistil          |
| Efstathios Chorafas                                                                                       | Schwimmen      | 1200 m Freistil         |
| Stefanos Christopoulos                                                                                    | Ringen         | Griechisch-römisch      |
| Evangelos Damaskos                                                                                        | Leichtathletik | Stabhochsprung          |
| Dimitrios Drivas                                                                                          | Schwimmen      | 100 m Matrosenschwimmen |
| Dimitrios Golemis                                                                                         | Leichtathletik | 800 m                   |
| Nikolaos Morakis                                                                                          | Schießen       | Dienstrevolver          |
| Alexandros Nikolopoulos                                                                                   | Gewichtheben   | Einarmig                |
| Georgios Papasideris                                                                                      | Leichtathletik | Kugelstoßen             |
| Konstantinos Paspatis                                                                                     | Tennis         | Einzel                  |
| Ioannis Persakis                                                                                          | Leichtathletik | Dreisprung              |
| Petros Persakis                                                                                           | Turnen         | Ringe                   |
| Ioannis Frangoudis                                                                                        | Schießen       | Revolver                |
| Periklis Pierrakos-Mavromichalis                                                                          | Fechten        | Florett                 |
| Ioannis Theodoropoulos                                                                                    | Leichtathletik | Kugelstoßen             |
| Nikolaos Trikoupis                                                                                        | Schießen       | 200 m Militärgewehr     |
| Sotirios Versis                                                                                           | Leichtathletik | Diskuswurf              |
| Sotirios Versis                                                                                           | Gewichtheben   | Beidarmig               |
| Ioannis Chrysaphis Ioannis Mitropoulos Filippos Karvelas Dimitrios Loundras +15 weitere unbekannte Turner | Turnen         | Barren Mannschaft       |

## Teilnehmer nach Sportarten

### Fechten
| Disziplin                | Platz | Name                             | Punkte | Punkte | Berührungen | Berührungen | Runde            | Finale         |
| Disziplin                | Platz | Name                             | für    | gegen  | für         | gegen       | Runde            | Finale         |
| ------------------------ | ----- | -------------------------------- | ------ | ------ | ----------- | ----------- | ---------------- | -------------- |
| Florett                  | 3     | Periklis Pierrakos-Mavromichalis | 2      | 1      | 7           | 4           | Zweiter Gruppe A | DNS            |
| Florett                  | 4     | Athanasios Vouros                | 2      | 1      | 8           | 4           | Zweiter Gruppe B | DNS            |
| Florett                  | 5     | Konstantinos Komninos-Miliotis   | 1      | 2      | 5           | 7           | Dritter Gruppe B | DNS            |
| Florett                  | 7     | Georgios Balakakis               | 0      | 3      | 3           | 9           | Vierter Gruppe B | DNS            |
| Florett                  | 7     | Ioannis Poulos                   | 0      | 3      | 4           | 9           | Vierter Gruppe A | DNS            |
| Florett für Fechtmeister | 1     | Leonidas Pyrgos                  | 1      | 0      | 3           | 1           | n. ausgetragen   | gewonnen 3-1   |
| Säbel                    | 1     | Ioannis Georgiadis               | 4      | 0      | 12          | 6           | Erster           | n. ausgetragen |
| Säbel                    | 2     | Tilemachos Karakalos             | 3      | 1      | 11          | 5           | Zweiter          | n. ausgetragen |
| Säbel                    | 5     | Georgios Iatridis                | 0      | 4      | 3           | 12          | Fünfter          | n. ausgetragen |

### Gewichtheben
In der einhändigen Disziplin mussten die Gewichtheber mit jeder Hand erfolgreich Gewichte heben. Nikolopoulos war in der Lage, mit der einen Hand 57 kg zu heben, schaffte mit der anderen jedoch nur 40 kg. Daher wurde er als Dritter aufgelistet.
| Disziplin  | Platz | Name                    | Bester Versuch |
| ---------- | ----- | ----------------------- | -------------- |
| Einhändig  | 3     | Alexandros Nikolopoulos | 57 kg 40 kg    |
| Einhändig  | 4     | Sotirios Versis         | 40 kg          |
| Zweihändig | 3     | Sotirios Versis         | 90 kg          |
| Zweihändig | 4     | Georgios Papasideris    | 40 kg          |

### Leichtathletik
| Athleten                  | Wettbewerb | Vorlauf   | Vorlauf | Finale        | Finale        | Rang |
| Athleten                  | Wettbewerb | Zeit      | Rang    | Zeit          | Rang          | Rang |
| ------------------------- | ---------- | --------- | ------- | ------------- | ------------- | ---- |
| Männer                    |            |           |         |               |               |      |
| Alexandros Chalkokondylis | 100 m      | 12,8 s    | 2       | 12,6 s        | 5             | 5    |
| Georgios Gennimatas       | 100 m      | unbekannt | 4/5     | ausgeschieden | ausgeschieden |      |

| Disziplin            | Platz | Name                      | Vorentscheid      | Finale          |
| -------------------- | ----- | ------------------------- | ----------------- | --------------- |
| 800 Meter            | 3     | Dimitrios Golemis         | 2:16,8 min        | 2:28,0 min      |
| 800 Meter            | –     | Angelos Fetsis            | Unbekannt         | DNS             |
| 800 Meter            | –     | Dimitrios Tomprof         | Unbekannt         | DNS             |
| 1500 Meter           | 5     | Angelos Fetsis            | nicht ausgetragen | Unbekannt       |
| 1500 Meter           | 6     | Dimitrios Golemis         | nicht ausgetragen | Unbekannt       |
| 1500 Meter           | –     | Konstantinos Karakatsanis | nicht ausgetragen | Unbekannt       |
| 1500 Meter           | –     | Dimitrios Tomprof         | nicht ausgetragen | Unbekannt       |
| 110 Meter Hürdenlauf | –     | Athanasios Skaltsogiannis | Unbekannt         | DNS             |
| 110 Meter Hürdenlauf | –     | Anastasios Andreou        | Unbekannt         | DNS             |
| Marathon             | 1     | Spiridon Louis            | Nicht ausgetragen | 2:58:50 h       |
| Marathon             | 2     | Charilaos Vasilakos       | Nicht ausgetragen | 3:06:03 h       |
| Marathon             | 4     | Ioannis Vrettos           | Nicht ausgetragen | Unbekannt       |
| Marathon             | 5     | Eleftherios Papasymeon    | Nicht ausgetragen | Unbekannt       |
| Marathon             | 6     | Dimitrios Deligiannis     | Nicht ausgetragen | Unbekannt       |
| Marathon             | 7     | Evangelos Gerakeris       | Nicht ausgetragen | Unbekannt       |
| Marathon             | 8     | Stamatios Masouris        | Nicht ausgetragen | Unbekannt       |
| Marathon             | –     | Ioannis Lavrentis         | Nicht ausgetragen | Nicht beendet   |
| Marathon             | –     | Georgios Grigoriou        | Nicht ausgetragen | Nicht beendet   |
| Marathon             | –     | Ilias Kafetzis            | Nicht ausgetragen | Nicht beendet   |
| Marathon             | –     | Dimitrios Christopoulos   | Nicht ausgetragen | Nicht beendet   |
| Marathon             | –     | Spyridon Belokas          | Nicht ausgetragen | Disqualifiziert |

| Disziplin      | Platz | Name                       | Bester Wert |
| -------------- | ----- | -------------------------- | ----------- |
| Weitsprung     | 4     | Alexandros Chalkokondylis  | 5,74 m      |
| Weitsprung     | –     | Athanasios Skaltsogiannis  | Unbekannt   |
| Dreisprung     | 3     | Ioannis Persakis           | 12,52 m     |
| Dreisprung     | –     | Christos Zoumis            | Unbekannt   |
| Stabhochsprung | 3     | Evangelos Damaskos         | 2,60 m      |
| Stabhochsprung | 3     | Ioannis Theodoropoulos     | 2,60 m      |
| Stabhochsprung | 5     | Vasilios Xydas             | 2,40 m      |
| Kugelstoßen    | 2     | Miltiadis Gouskos          | 11,03 m     |
| Kugelstoßen    | 3     | Georgios Papasideris       | 10,36 m     |
| Diskuswurf     | 2     | Panagiotis Paraskevopoulos | 28,95 m     |
| Diskuswurf     | 3     | Sotirios Versis            | 27,78 m     |
| Diskuswurf     | –     | Georgios Papasideris       | Unbekannt   |

### Radsport
| Disziplin     | Platz | Name                      | Zeit       |
| ------------- | ----- | ------------------------- | ---------- |
| 333 Meter     | 2     | Stamatios Nikolopoulos    | 26,0 s     |
| 2000 Meter    | 2     | Stamatios Nikolopoulos    | 5:00,2 min |
| 10.000 Meter  | –     | Aristidis Konstantinidis  | DNF        |
| 10.000 Meter  | –     | Georgios Kolettis         | DNF        |
| 100 Kilometer | 2     | Georgios Kolettis         | Unbekannt  |
| 100 Kilometer | –     | Aristidis Konstantinidis  | DNF        |
| 12 Stunden    | –     | Georgios Paraskevopoulos  | DNF        |
| 12 Stunden    | –     | Nikos Loverdos            | DNF        |
| 12 Stunden    | –     | A. Tryfiatis-Trypiapis    | DNF        |
| 12 Stunden    | –     | Konstantinos Konstantinou | DNF        |
| Straßenrennen | 1     | Aristidis Konstantinidis  | 3:22:31 h  |
| Straßenrennen | 5     | Georgios Aspiotis         |            |
| Straßenrennen | 6     | Miltiadis Iatrou          |            |
| Straßenrennen | 4     | Konstantinos Konstantinou |            |
| Straßenrennen | ?     | Georgios Paraskevopoulos  |            |

### Ringen
| Disziplin          | Platz | Name                   | Viertelfinale | Halbfinale | Finale   |
| ------------------ | ----- | ---------------------- | ------------- | ---------- | -------- |
| Griechisch-römisch | 2     | Georgios Tsitas        | Bye           | gewonnen   | verloren |
| Griechisch-römisch | 3     | Stefanos Christopoulos | gewonnen      | verloren   | DNS      |

### Schießen
| Disziplin           | Platz | Name                   | Punkte    | Treffer   |
| ------------------- | ----- | ---------------------- | --------- | --------- |
| Militärgewehr 200 m | 1     | Pantelis Karasevdas    | 2350      | 40        |
| Militärgewehr 200 m | 2     | Pavlos Pavlidis        | 1978      | 38        |
| Militärgewehr 200 m | 3     | Nikolaos Trikoupis     | 1713      | 34        |
| Militärgewehr 200 m | 4     | Anastasios Metaxas     | 1701      | Unbekannt |
| Militärgewehr 200 m | 5     | Georgios Orfanidis     | 1698      | Unbekannt |
| Militärgewehr 200 m | 7     | Georgios Diamantis     | 1456      | Unbekannt |
| Militärgewehr 200 m | 9     | Ioannis Theofilakis    | 1261      | Unbekannt |
| Militärgewehr 200 m | 11    | Alexios Fetsis         | 894       | Unbekannt |
| Militärgewehr 200 m | 12    | Spyridon Stais         | 845       | Unbekannt |
| Militärgewehr 200 m | –     | Aristovoulos Petmezas  | Unbekannt | Unbekannt |
| Militärgewehr 200 m | –     | G. Karagiannopoulos    | Unbekannt | Unbekannt |
| Militärgewehr 200 m | –     | 22 andere, unbekannte  | Unbekannt | Unbekannt |
| Militärgewehr 300 m | 1     | Georgios Orfanidis     | 1583      | 37        |
| Militärgewehr 300 m | 2     | Ioannis Frangoudis     | 1312      | 31        |
| Militärgewehr 300 m | 4     | Anastasios Metaxas     | 1102      | Unbekannt |
| Militärgewehr 300 m | 5     | Pantelis Karasevdas    | 1039      | Unbekannt |
| Militärgewehr 300 m | –     | Antelothanasis         | Unbekannt | Unbekannt |
| Militärgewehr 300 m | –     | Georgios Diamantis     | Unbekannt | Unbekannt |
| Militärgewehr 300 m | –     | Alexios Fetsios        | Unbekannt | Unbekannt |
| Militärgewehr 300 m | –     | Karakatsanis           | Unbekannt | Unbekannt |
| Militärgewehr 300 m | –     | Hatzidakis             | Unbekannt | Unbekannt |
| Militärgewehr 300 m | –     | Nikolaos Levidis       | Unbekannt | Unbekannt |
| Militärgewehr 300 m | –     | Xenon Mikhailidis      | Unbekannt | Unbekannt |
| Militärgewehr 300 m | –     | Moustakopoulos         | Unbekannt | Unbekannt |
| Militärgewehr 300 m | –     | Pavlos Pavlidis        | Unbekannt | Unbekannt |
| Militärgewehr 300 m | –     | Alexandros Theofilakis | Unbekannt | Unbekannt |
| Militärgewehr 300 m | –     | Ioannis Theofilakis    | Unbekannt | Unbekannt |
| Militärgewehr 300 m | –     | Nikolaos Trikupis      | Unbekannt | Unbekannt |
| Militärgewehr 300 m | –     | Leonidas Lanngakis     | DNF       | DNF       |
| Militärgewehr 300 m | –     | Ioannis Vourakis       | Unbekannt | Unbekannt |
| Dienstrevolver      | 3     | Nikolaos Morakis       | 205       | Unbekannt |
| Dienstrevolver      | 4     | Ioannis Frangoudis     | Unbekannt | Unbekannt |
| Dienstrevolver      | –     | Zenon Michailidis      | Unbekannt | Unbekannt |
| Dienstrevolver      | –     | Georgios Orfanidis     | Unbekannt | Unbekannt |
| Dienstrevolver      | –     | Pantazidis             | Unbekannt | Unbekannt |
| Dienstrevolver      | –     | Patsouris              | Unbekannt | Unbekannt |
| Dienstrevolver      | –     | Pavlos Pavlidis        | Unbekannt | Unbekannt |
| Dienstrevolver      | –     | Aristovoulos Petmezas  | Unbekannt | Unbekannt |
| Dienstrevolver      | –     | Platis                 | Unbekannt | Unbekannt |
| Dienstrevolver      | –     | Vavis                  | Unbekannt | Unbekannt |
| Dienstrevolver      | –     | Pantelis Karasevdas    | DNF       | DNF       |
| Dienstrevolver      | –     | Sanidis                | Unbekannt | Unbekannt |
| Pistole             | 1     | Ioannis Frangoudis     | 344       | 23        |
| Pistole             | 2     | Georgios Orfanidis     | 249       | 20        |
| Revolver            | 3     | Ioannis Frangoudis     | Unbekannt | Unbekannt |
| Revolver            | 4     | Leonidas Morakis       | Unbekannt | Unbekannt |
| Revolver            | 5     | Georgios Orfanidis     | Unbekannt | Unbekannt |

### Schwimmen
| Disziplin                   | Platz | Name                     | Zeit        |
| --------------------------- | ----- | ------------------------ | ----------- |
| 100 Meter Freistil          | –     | Georgios Anninos         | DNF         |
| 100 Meter Freistil          | –     | Efstathios Chorafas      | DNF         |
| 100 Meter Freistil          | –     | Alexandros Khrysafos     | DNF         |
| 100 Meter Freistil          | –     | Vier weitere, unbekannte | DNF         |
| 500 Meter Freistil          | 2     | Antonios Pepanos         | 9:57,6 min  |
| 500 Meter Freistil          | 3     | Efstathios Chorofas      | Unbekannt   |
| 1200 Meter Freistil         | 2     | Ioannis Andreou          | 21:03,4 min |
| 1200 Meter Freistil         | 3     | Efstathios Chorofas      | Unbekannt   |
| 1200 Meter Freistil         | –     | Nikolaos Katravas        | Unbekannt   |
| 1200 Meter Freistil         | –     | Drei weitere, unbekannte | Unbekannt   |
| 100 Meter Matrosenschwimmen | 1     | Ioannis Malokinis        | 2:20,4 min  |
| 100 Meter Matrosenschwimmen | 2     | Spyridon Chazapis        | Unbekannt   |
| 100 Meter Matrosenschwimmen | 3     | Dimitrios Drivas         | Unbekannt   |

### Tennis
| Disziplin | Platz | Name                                             | Runde 1           | Viertelfinale | Halbfinale | Finale   |
| --------- | ----- | ------------------------------------------------ | ----------------- | ------------- | ---------- | -------- |
| Einzel    | 2     | Dionysios Kasdaglis                              | gewonnen          | gewonnen      | gewonnen   | verloren |
| Einzel    | 3     | Konstantinos Paspatis                            | gewonnen          | gewonnen      | verloren   | DNS      |
| Einzel    | 5     | Aristidis Akratopoulos                           | gewonnen          | verloren      | DNS        | DNS      |
| Einzel    | 5     | Konstantinos Akratopoulos                        | gewonnen          | verloren      | DNS        | DNS      |
| Einzel    | 5     | Evangelos Rallis                                 | gewonnen          | verloren      | DNS        | DNS      |
| Einzel    | 8     | D. Frangopoulos                                  | verloren          | DNS           | DNS        | DNS      |
| Einzel    | 8     | Dimitrios Petrokokkinos                          | verloren          | DNS           | DNS        | DNS      |
| Doppel    | 2     | Dionysios Kasdaglis Dimitrios Petrokokkinos      | Nicht ausgetragen | gewonnen      | gewonnen   | verloren |
| Doppel    | 4     | Aristidis Akratopoulos Konstantinos Akratopoulos | Nicht ausgetragen | verloren      | DNS        | DNS      |
| Doppel    | 4     | Konstantinos Paspatis Evangelos Rallis           | Nicht ausgetragen | verloren      | DNS        | DNS      |

### Turnen
| Disziplin     | Platz | Name                  |
| ------------- | ----- | --------------------- |
| Barren Einzel | –     | Filippos Karvelas     |
| Barren Einzel | –     | Ioannis Mitropoulos   |
| Barren Einzel | –     | Antonios Papaioannou  |
| Reck Einzel   | –     | Antonios Papaioannou  |
| Reck Einzel   | –     | Leonidas Tsiklitiras  |
| Seitpferd     | –     | Aristovoulos Petmezas |
| Ringe         | 1     | Ioannis Mitropoulos   |
| Ringe         | 3     | Petros Persakis       |